# Nordiska Civilekonomförbundet
Nordiska Civilekonomförbundet grundades 1947 och är en sammanslutning för nordiska civilekonomorganisationer. Förbundets ändamål är bland annat att främja samarbetet i för medlemsorganisationernas och deras medlemmars gemensamma intressen samt att verka för samarbete mellan ekonomer i de nordiska länderna. 